# Ndeutala Angolo
Ndeutala Angolo, également appelée Ndeutala Selma Hishongwe ou Ndeutala Angolo Amutenya, née en mars 1952 à Okalili, Namibie, est une écrivaine, militante et femme politique namibienne.

## Jeunesse
Ndeutala Angolo est née en 1952 à Okalili, dans le nord-ouest de la Namibie, dans la région d'Omusati,. Elle est la deuxième de sept enfants. Sa langue maternelle est le dialecte Oshindonga de l'Oshivambo.
Ses parents sont des agriculteurs traditionnels, et elle ne commence l'école qu'à l'âge de neuf ans. Après avoir fréquenté le lycée d'Oshigambo, elle étudie pour devenir infirmière et commence à travailler dans un hôpital local,.
Elle rejoint le mouvement anti-apartheid dès son plus jeune âge.

## Exil et activité politique
Dans les années 1970 et 1980, elle vit en exil, en Zambie, comme réfugiée politique liée au mouvement de libération SWAPO. Durant cette période, elle écrit plusieurs ouvrages littéraires et scientifiques et suit une formation para-militaire. Elle part ensuite étudier en Suède puis en Australie où elle passe un doctorat dans les sciences de l'éducation.
Dans la phase de transition politique de 1989, peu avant la fondation de l'État namibien en 1990, elle retourne dans son pays avec sa famille.  En Namibie, elle occupe des postes importants au sein du gouvernement national pendant plus de 30 ans. Ainsi, de 1989 à 2005, elle est secrétaire d'État au bureau du président Sam Nujoma,. Elle exerce ensuite comme secrétaire permanente au Département de la sûreté et de la sécurité jusqu'en 2012. En 2014, elle est décorée de l'Excellent Ordre de l'Aigle (deuxième classe).

## Carrière littéraire
Son premier ouvrage, Women of Namibia: The Changing Role of Namibian Women from Traditional Precolonial Times to the Present, est paru en 1983. Comme il y avait très peu d'informations sur la situation des femmes en Namibie, elle s'est basée sur ses propres recherches,.
Son roman Marrying Apartheid, publié en 1986, serait le premier roman en anglais écrit par un namibien.

## Publications
- (en) Marrying apartheid, Imprenta, Abbotsford, 1986 (OCLC 223256496)
- (en) Women of Namibia : the changing role of Namibian women from traditional precolonial times to the present, Forlaget By & Bygd, 1983 (ISBN 91-85354-40-6 et 978-91-85354-40-5, OCLC 16277757)
- (en) The migrant contract labour system and its effects on social and family life in Namibia : the case of Ovamboland, Stockholms universitet, 1983 (OCLC 185396584)
- (en) The contract labour system and its effects on family and social life in Namibia : a historical perspective, Gamsberg Macmillan, 1992 (ISBN 1-86848-757-1 et 978-1-86848-757-8, OCLC 27116376)